# Open Financial Exchange
Open Financial Exchange (OFX) は、金融情報を交換するためのデータストリームフォーマットであり、マイクロソフトのOFC と Intuitの Open Exchange をベースとしている。
OFX標準は マイクロソフト, インテュイット, CheckFreeの3社により 1997年1月16日にアナウンスされた。OFX は彼らの持つ技術を集約した統一技術仕様として設計されている。この仕様は銀行やアプリケーション固有の拡張を許しているため、いくつかの銀行はベンダ固有フォーマットの OFX をサポートしており、Quickenのような特定の金融ソフトウェアアプリケーションでのみ使用されるサブセットのみをサポートすることがある。現在、OFX を完全にサポートする銀行の正確なリストは一般に知られていない。
バージョン 1.0 から 1.6 まではデータ交換に SGML を使用していたが、ほかの全バージョンは XMLに準拠している。

## OFX をサポートするソフトウェアの一覧
OFX をサポートする国内のソフトウェアの一覧。
- Microsoft Money
- Numbers
- Master Money
- てきぱき家計簿マム
- ミラクル家計簿
- 家計簿ひかる
- Let's 家計簿
- ゆう子の家計簿 - ウェイバックマシン（2000年3月3日アーカイブ分）
- Zaim Web

以下は主に英語版ソフトウェア。
- Acomba
- ACCPAC
- iBank
- GnuCash (since version 2.0)
- Microsoft Money
- Openbravo ERP
- Moneydance
- Quicken  (Note: Quicken does not actually support OFX, only QFX[1])
- KMyMoney
- ProNotaire
- Icarra
- Apple iWork’08 Numbers[2]
- Cha-Ching
- Crown Money Map Financial Software